# Transporte en el Estado de México
El Estado de México cuenta con variados medios de transporte, tanto dentro de la zona metropolitana del Valle de México como en el Valle de Toluca. Por su densidad de población, estas zonas requieren una conectividad masiva de nivel medio-alto,[cita requerida] mientras que para el resto del estado el transporte es de tipo local e intermunicipal, así como también interestatal con conexión a estados vecinos y ciudades incluso en el interior de la república. Forma parte de los sistemas de transporte de la Ciudad y el Estado de México.
El transporte en el Estado de México es uno de los más grandes y complejos de México debido a su gran población de más de 16 millones de habitantes. El sistema de transporte incluye una amplia red de autobuses, microbuses, taxis y trenes que conectan a los ciudadanos con las principales ciudades y pueblos del estado. Además, la Ciudad de Toluca cuenta con un moderno sistema de transporte que incluye el Tren Interurbano México-Toluca, que conecta a la ciudad con la Ciudad de México en menos de una hora. El transporte de carga también es un componente importante del sistema de transporte del estado, gracias a su red de carreteras y autopistas que conectan a la entidad con los principales centros económicos de México y América del Norte. Sin embargo, el transporte también tiene un impacto significativo en el medio ambiente, debido a la congestión vehicular y la emisión de gases de efecto invernadero, lo que ha llevado al gobierno del Estado de México a implementar medidas para mejorar la sostenibilidad del transporte en la entidad

## Medios aéreos

### Aeropuertos y helipuertos
El estado posee tres aeropuertos; dos internacionales siendo el Felipe Ángeles en Zumpango (cercano a la Base Aérea Militar N.º 1 General Alfredo Lezama Álvarez) y el Adolfo López Mateos en Toluca, además del Aeropuerto Nacional Jorge Jiménez Cantú en Atizapán de Zaragoza.

### Mexicable
Es un sistema de transporte por teleférico que da servicio en zonas altas del Estado de México. Su planeación, control y administración están a cargo del Sistema de Transporte Masivo y Teleférico.

## Medios ferroviarios
Son aquellos que son prestados de forma masiva, por medio de alternativas basadas en ferrocarriles, tanto urbanos, suburbanos y en un futuro interurbanos.

### Metro de la Ciudad de México
Dentro de territorio mexiquense se encuentran instaladas las siguientes estaciones:

#### Línea 2 del Metro de la Ciudad de México
- Cuatro Caminos

#### Línea A del Metro de la Ciudad de México
- Los Reyes
- La Paz

#### Línea B del Metro de la Ciudad de México
- Nezahualcóyotl
- Impulsora
- Rio de los Remedios
- Muzquiz
- Ecatepec
- Olimpica
- Plaza Aragón
- Ciudad Azteca

### Tren suburbano del Valle de México
El tren suburbano empezó a funcionar el 1 de junio de 2008; la primera fase fue Buenavista-Lechería. El 5 de enero de 2009 se completó el tramo hasta Cuautitlán; el tiempo promedio del recorrido es de 24 minutos. Este proyecto fue realizado por la empresa española CAF (Construcciones y Auxiliar de Ferrocarriles, S.A.). Es importante mencionar que este transporte es ecológico, ya que es eléctrico; algo que también es notorio son la limpieza y el orden en las instalaciones, y sobre todo la importancia que le dan a personas con capacidades diferentes; cuenta con elevadores, para la comodidad de estas personas; en los vagones hay un área destinada a personas en silla de ruedas; dentro y fuera de los vagones están instaladas cámaras de vigilancia para mantener la seguridad de los usuarios.
Dentro del Estado de México, se encuentran las siguientes estaciones:
- Tlalnepantla

- San Rafael

- Lecheria

- Tultitlan

- Cuautitlan

### El Insurgente
El 7 de julio de 2014 iniciaron las obras de construcción del Tren Interurbano de Pasajeros Toluca-Valle de México. Este tren conectará el municipio mexiquense de Zinacantepec con la alcaldía Álvaro Obregón en la Ciudad de México. El 15 de septiembre de 2023 entro en operación la primera etapa del tren, con cuatro estaciones: Zinacantepec, Toluca Centro, Metepec y Lerma.

## Medios por carretera

### Mexibús
El Mexibús es un servicio de transporte masivo mediante autobuses articulados de tránsito rápido (BRT), operado con un sistema de tarjetas electrónicas de prepago. Se trata de un sistema similar al Metrobús implementado con anterioridad en la Ciudad de México, y otros sistemas BRT como el Optibús de León, Guanajuato; el Macrobús de Guadalajara, Jalisco; el TransMetro en Monterrey, Nuevo León, entre otros. Fue propuesto como una solución a la movilidad urbana de los municipios de la Zona Metropolitana del Valle de México, y a los de la Zona metropolitana de Toluca.
Cuenta con tres líneas en operación y una en construcción:
- Línea 1: Extendida desde la Terminal Multimodal Azteca Bicentenario en el municipio de Ecatepec, hasta Ojo de Agua en Tecámac, con una longitud de 16 kilómetros, 24 estaciones, 3 estaciones de transferencia modal y el mismo número de terminales. Su trazo es por la Av. Central y la Avenida Nacional.

- Línea 2: Inaugurada el 12 de enero de 2015, su recorrido es desde el Centro Comercial Plaza las Américas en Ecatepec, a la Quebrada en Cuautitlán Izcalli, consta de una longitud de 21.3 kilómetros y cuenta con 42 estaciones, Su trazo es por las Avenidas: Primero de Mayo, Revolución y López Portillo. Esta línea debió quedar lista en agosto de 2010, pero debido a retrasos y una mala planeación y ejecución de la obra, se terminó de construir hasta enero de 2015 (aun con algunas fallas).

- Línea 3: Recorre desde la estación del Sistema de Transporte Colectivo - Metro Pantitlán en la Alcaldía Iztacalco de la Ciudad de México al municipio de Chimalhuacán, con una longitud de 14,5 kilómetros, 25 estaciones y 2 terminales. Su trazo es por las avenidas: del Peñón, Bordo de Xochiaca, Vicente Villada, Chimalhuacán y Río Churubusco.

- Línea 4 : En su primera etapa su recorrido va de Indios Verdes, en la Alcaldía Gustavo A. Madero a la Central de Abastos de Ecatepec, en su segunda etapa irá de Santo Tomás a Universidad Mexiquense del Bicentenario en Los Héroes; En total tendrá una longitud de 24,4 kilómetros y contara con 31 estaciones. Su trazo es por la Vía Morelos y vialidad Mexiquense.[4]

Se planea que a futuro exista un servicio compartido con el Metrobús de la Ciudad de México, en una iniciativa para brindar trayectos metropolitanos que puedan ser sin tener que bajar del autobús o bien transbordar de un autobús del Metrobús bajando en una estación del Mexibús para continuar el trayecto en otro del Mexibús y viceversa, para ello se esta homologando el sistema de recaudación de tarifa por medio de tarjeta Mexipase, que es compatible también con los sistemas de cobro de Sistema Movilidad Integrada de la Ciudad de México, siendo ahora ambos base Calypso.

### Red de Transporte Mexiquense (RTM)
En un principio se plantearon cinco rutas: Toluca-Centro, Tenango, San Mateo Atenco, AIFA-Zumpango, AIFA-Tizayuca y AIFA-Cuautitlán-Tultitlán.
Corredores Eléctricos
Los Corredores del Plan Colibrí son proyectos de rutas alimentadoras que ofrecerán servicios con unidades de autobuses eléctricos e híbridos, representan una alternativa a los colectivos tradicionales.
Autobuses Concesionados
En el Estado de México existen un buen número de líneas de microbuses, autobuses y vagonetas (combis) pertenecientes a organizaciones que poco a poco se están convirtiendo en empresas. No obstante, dependiendo sus destinos y derroteros, pueden tener una matriculación de unidades diversas, pasando por las que tienen matrícula local, matrícula de transporte metropolitano hasta las que llegan a tener matriculación federal. No obstante las tarifas autorizadas para estos medios tienen que ser autorizadas por la Secretaría de Movilidad Mexiquense para que pueda prestarse el servicio de pasajeros, que en la actualidad ronda una tarifa de $12.00 MXN para los primeros 5 kilómetros y $0.20 MXN por cada kilómetro adicional. Tanto en las 2 áreas metropolitanas como en los municipios alejados se deben de cumplir lineamientos de cromática autorizada en las unidades o bien si tienen cromática propia tener las unidades con indicativos de color que indiquen a que región pertenecen, dependiendo la empresa y su número de rutas a cubrir cada ruta de cada empresa debe tener una pirámide tarifaria visible que permita conocer el costo del recorrido las cuales son doce las que la Secretaria de Movilidad divide a la entidad:
Región I Atlacomulco: Se caracteriza por tener el color azul marino en las unidades aparte de que la imagen representativa es un venado representando a la cultura mazahua y el bordado del pueblo otomí.Su cabecera es en Atlacomulco de Fabela.
Región II Zumpango: Se caracteriza por tener el color aguamarina o naranja en las unidades aparte de que la imagen representativa es el Lago de Zumpango aunque unos tienen su imagen especial .Su cabecera es en la ciudad de  Zumpango de Ocampo.
Región III Ecatepec: Se caracteriza por tener el color verde limón en las unidades aparte de que la imagen representativa es el busto de José María Morelos y Pavón o códices de la cultura teotihuacana.Su cabecera es en Ecatepec de Morelos.
Región IV Cuautitlán Izcalli: Se caracteriza por tener el color lila en las unidades aparte de que la imagen representativa es los Arcos del Sitio.Su cabecera es en Cuautitlán Izcalli.
Región V Naucalpan: Se caracteriza por tener el color naranja en las unidades aparte de que la imagen representativa es las Torres de Satélite.Su cabecera es en Naucalpan de Juárez.
Región VI Toluca: Se caracteriza por tener el color rojo en las unidades aparte de que la imagen representativa es la Torre Bicentenario. Su cabecera es en Toluca de Lerdo.
Región VII Texcoco: Se caracteriza por tener el color verde bandera en las unidades aparte de que la imagen representativa es un caballo galopando en referencia a la Feria del Caballo.Su cabecera es en Texcoco de Mora.
Región VIII Valle de Bravo: Se caracteriza por tener el color morado en las unidades aparte de que la imagen representativa es el lago de Avándaro y una mariposa monarca. Su cabecera es en Valle de Bravo. 
Región IX Nezahualcóyotl: Se caracteriza por tener el color café en las unidades aparte de que la imagen representativa es el busto de Nezahualcóyotl .Su cabecera es en Ciudad Nezahualcóyotl. 
Región X Chalco: Se caracteriza por tener el color celeste en las unidades aparte de que la imagen representativa es el volcán Popocatépetl. Su cabecera es en Chalco de Diaz Covarrubias. 
Región XI Ixtapan de la Sal: Se caracteriza por tener el color amarillo en las unidades aparte de que la imagen representativa es la Diana Cazadora de Ixtapan. Su cabecera es en Ixtapan de la Sal. 
Región XII Tejupilco: Se caracteriza por tener el color verde grosella en las unidades aparte de que la imagen representativa es Las Cascadas de Nanchititla .Su cabecera es en Tejupilco de Hidalgo. 
Una excepción de cromática, son las líneas concesionadas provenientes de la Ciudad de México, tanto en esquema vagoneta, microbús y autobús. quienes deben cumplir con la cromática que ordene su Entidad Federativa No obstante para prestar servicio hacia algún punto en el Estado de México debe cumplir con el porte de una pirámide tarifaria autorizada similar a las de las unidades Mexiquenses. Sin embargo aquí debe tomarse en cuenta que estas unidades poseen un servicio de tarifa adaptativa, es decir que desde el punto de origen, en la Ciudad de México, hasta el límite con el Estado de México, están autorizados a cobrar la tarifa que les indique la Ciudad de México, en función de lo dispuesto administrativamente, pisando el Estado de México deben obedecer el cobro de la tarifa acorde a la pirámide tarifaria autorizada a la región mexiquense a la que se encuentre adscrita su autorización. Estas, en cuestión de matriculación, pueden brindar el servicio con la placa que proporciona la Ciudad de México, o bien el porte de una Placa Metropolitana.
En algunos casos, algunas organizaciones capitalinas y corredores ocuparon rutas que en el pasado llegó a cubrir Ruta 100 así como también el Sistema de Transporte Troncal (COTREM) mismas que incluso aún dan servicios hoy en día bajo otras denominaciones y empresas.
Un punto negativo es el tipo de material rodante escogido por los concesionarios mexiquenses, e incluso algunos Capitalinos con servicio al Estado de México, puesto que siempre se escogen autobuses de puerta trasera y cofre con base en un chasis de carga, en vez de modernizar su aspecto con autobuses de 12 metros con puerta en medio similares a algunos observados en la Red de Transporte de Pasajeros de la Ciudad de México de la vecina entidad, un supuesto argumento que exponen los concesionarios, son el tamaño de estos autobuses y el costo alto de adquisición por unidad así como topografía de las rutas a cubrir, aunque muchos de estos autobuses con cofre, se ocupan en rutas que cubren vías rápidas donde fácilmente puede usarse un autobús de tipo padrón y que podría representar una ventaja para atraer clientes al servicio de transporte público, solo pocas empresas han podido traer autobuses de piso bajo de 12 metros, como ejemplo se tiene a la empresa San Pedro Santa Clara que opto por usar unidades CAIO Volvo de piso bajo para el servicio de conexión entre el Mexicable y el Metro Indios verdes, y también se ve el reemplazo de los microbuses tradicionales por las denominadas Combis o Vanes(Generalmente se ocupan modelos como Toyota Hiace,Nissan Urvan,Volkswagen Transporter,Ford Transit asi como otros modelos mas), de tamaño pequeño que solo pueden cargar hasta 14 pasajeros de complexión media y representan más unidades del tamaño de un automóvil causando más tránsito en demasiadas vialidades e incluso el uso de estas en vías que son capaces de recibir autobuses de estándar urbano tradicional. Un ejemplo de esto es que gran parte de rutas que llegan al Metro Cuatro Caminos
muchas empresas concesionadas mexiquenses no ocupan midibuses o bien microbuses,si no vagonetas de un tamaño reducido que a su vez al solo cargar los 14 pasajeros ya mencionados con motores de 4 cilindros y 2.5 litros a gasolina o en algunos casos a diesel o a Gas LP o GNV (mientras un microbus a gasolina o un midibus a diesel posee un motor de 6 a 8 cilindros,o bien midibuses a diesel con motores a 4 cilindros estos pueden transportar desde 35 a 40 pasajeros y mas de 60 en otros modelos de autobus.) debe incrementarse el numero de estas en ruta,causando asi mas contaminacion y transito vehicular. ademas del desorden vial que impera al instalar paraderos o bases improvisadas en lugares que deben estar fluidos al transito vehicular y que a su vez causan esos problemas mayores de transito,caos que se ve aumentado en horas pico y en periodos valle cuando no hay mucha carga. Ademas de la incomodidad y falta de ergonomia de las vagonetas.
Es necesario que el Estado de México actualice sus unidades ya que presentan un rezago a comparación del servicio que se presta en la CDMX el cual es más barato moderno y accesible. Por lo que es necesario se realicen las gestiones para eliminar la pirámide tarifaría existente debido a que muchas rutas no la respetan y cobran lo que quieren o argumentan dar servicio "directo" haciendo que la tarifa mínima sea de 25 pesos no importando la distancia recorrida lo que genera un aumento del 200% es decir el doble de la tarifa actual mínima de $12.
Autobuses interurbanos y foráneos
Estos son principalmente autobuses que pueden cubrir distancias más largas que las de las áreas metropolitanas, o bien que pueden ir a otro estado de la república, normalmente en los pueblos y otras localidades alejadas es donde se encuentra este tipo de servicio.
En las dos áreas metropolitanas más importantes, existen algunas terminales de autobuses, como por ejemplo la terminal ADO Tlalnepantla, así como otra en Ciudad Azteca y otra terminal más en Cuautitlán Izcalli, otras más son las que se encuentran dentro de las inmediaciones de la estación del Metro Cuatro Caminos, donde las líneas Naucalpan y Flecha Roja de Toluca. Incluso existe una terminal dentro de las instalaciones Metro Indios Verdes en el territorio de la Ciudad de México, adjunta a la terminal del Mexibus IV, que brinda servicio foráneo a Hidalgo, Puebla y Veracruz por parte de la empresa Autotransportes San Pedro Santa Clara. Mismo que también tiene ciertas paradas antes del trayecto foráneo.
Otras líneas son de carácter local y medio foráneo para conectar poblaciones con alguna de las 2 zonas metropolitanas más grandes del Estado de México, pueden ser con servicio común en boleto pagado, o bien de tipo combinado donde también el operador cobra la tarifa, con un servicio corriente para las poblaciones que así lo requieran. o bien combinar estas alternativas con las mismas de tipo urbano.
Dependiendo el tipo de servicio, este tipo de autobuses puede estar equipado con sanitario a bordo o bien ser de tipo básico.

### Taxis
En la Zona Conurbada del Estado de México la mayoría de los taxis no tienen taxímetro con excepción de los que operan en la zona norte de Nezahualcóyotl, Ecatepec y Coacalco. Estos deben obedecer la normativa de cromática por región actual, que permite una fácil identificación, no obstante hay algunos sitios que personalizan sus cromáticas para distinguirse del resto.
Las placas son de 4 dígitos seguidos de la letra J y 2 letras según la serie de las placas y la región de operación. El cofre actualmente la cromática determina que se ponga la región a la que pertenece el vehículo y  el nombre del municipio al que pertenecen. En la parte trasera está el nombre del lugar al que pertenecen y el teléfono de dicho sitio.
Estos taxis suelen estar en bases (paradas) por lo que casi no hay taxis libres circulando en esta zona, aunque también algunas organizaciones populares ya incluyen servicios tipo libre en los municipios aledaños a la ciudad.
La tarifa puede ser modificada por zonas, en algunos casos dentro de los mismos municipios, pero si se va a un tramo intermunicipal o metropolitano la tarifa puede variar elevando así el costo del viaje.
La situación para el área metropolitana estipula que de regreso de la Ciudad de México tienen prohibido cargar pasaje (estando vacíos, aunque hay excepciones con las madres que dejan a sus hijos en la escuela permitiéndose el regreso al domicilio, o bien si este es contratado para algún tipo de servicio especial como puede ser el transporte de algún enfermo o discapacitado que contrato el taxi desde su domicilio en el estado de México) aunque hay bases que cuentan con servicio dual (si entra a la Ciudad de México, tendrá servicio de taxímetro con tarifa oficial y si va al estado de México se pacta tarifa y dependiendo de la organización o empresa que posea la base o sitio el color del automóvil puede variar).
La tarifa es regulada por la Secretaría de Transporte aunque por falta de elementos de inspección y estudios técnicos se vuelve universal, esto significa que obedece a la ley de oferta demanda, pudiendo utilizar un taxímetro, un mapa tarifario o una estimación del viaje. Es importante el trato que los pasajeros hagan con el chofer del vehículo para convenir el precio. Comúnmente las personas que utilizan el servicio conocen las tarifas de cada colonia, municipio o región de operación. 
Además de ello, en algunas poblaciones alejadas o pueblos del Estado de México, los servicios de Taxi combinan tanto modalidad común como modalidad colectiva, en pro de poder brindar flexibilidad de movilidad para dichas poblaciones alejadas.

### Trolebús de la Ciudad de México
El 18 de mayo de 2025, tras varios años de obra,se inaugura el corredor de trolebus articulado elevado de alta capacidad denominado linea 11 del trolebus,misma que es de operacion metropolitana,con tarifa diferenciada y cobrada mediante la Tarjeta de Movilidad Integrada,preparando el terreno para que tambien pueda pagarse el mismo transporte con la tarjeta movimex.
Dentro del estado de Mexico,en los municipios de chalco e ixtapaluca se encuentran las estaciones o paradas del trolebus elevado siguientes.
- Parque de la Mujer

- Cuauhtémoc

- Puente Rojo

- Puente Blanco

- Parque Tejones

- Unión de Guadalupe

- La Covadonga

- Ejidal

- José María Martínez

- Amalinalco

- Chalco

## Galería

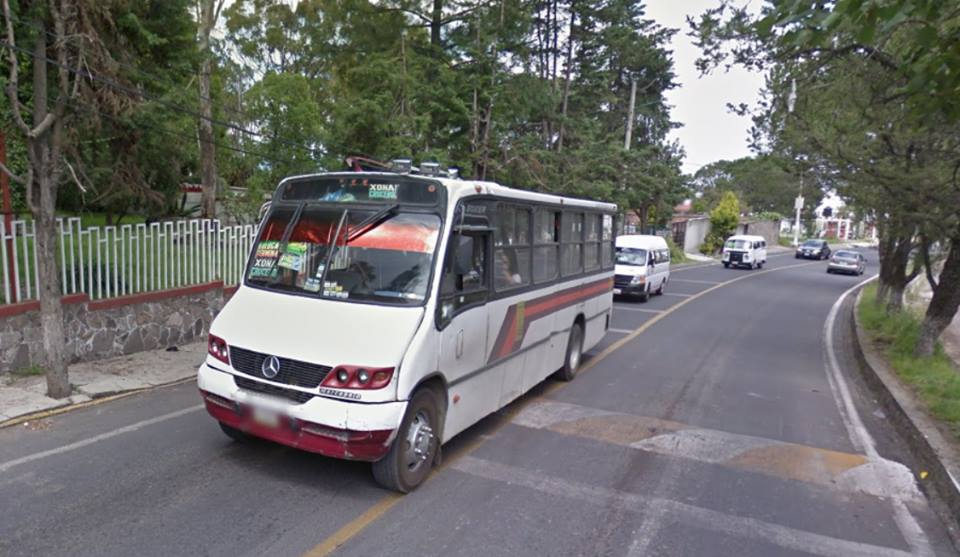
Camión de la linea autobuses Rapidos de MonteAlto con dirección a Toluca pasando por Nicolás Romero
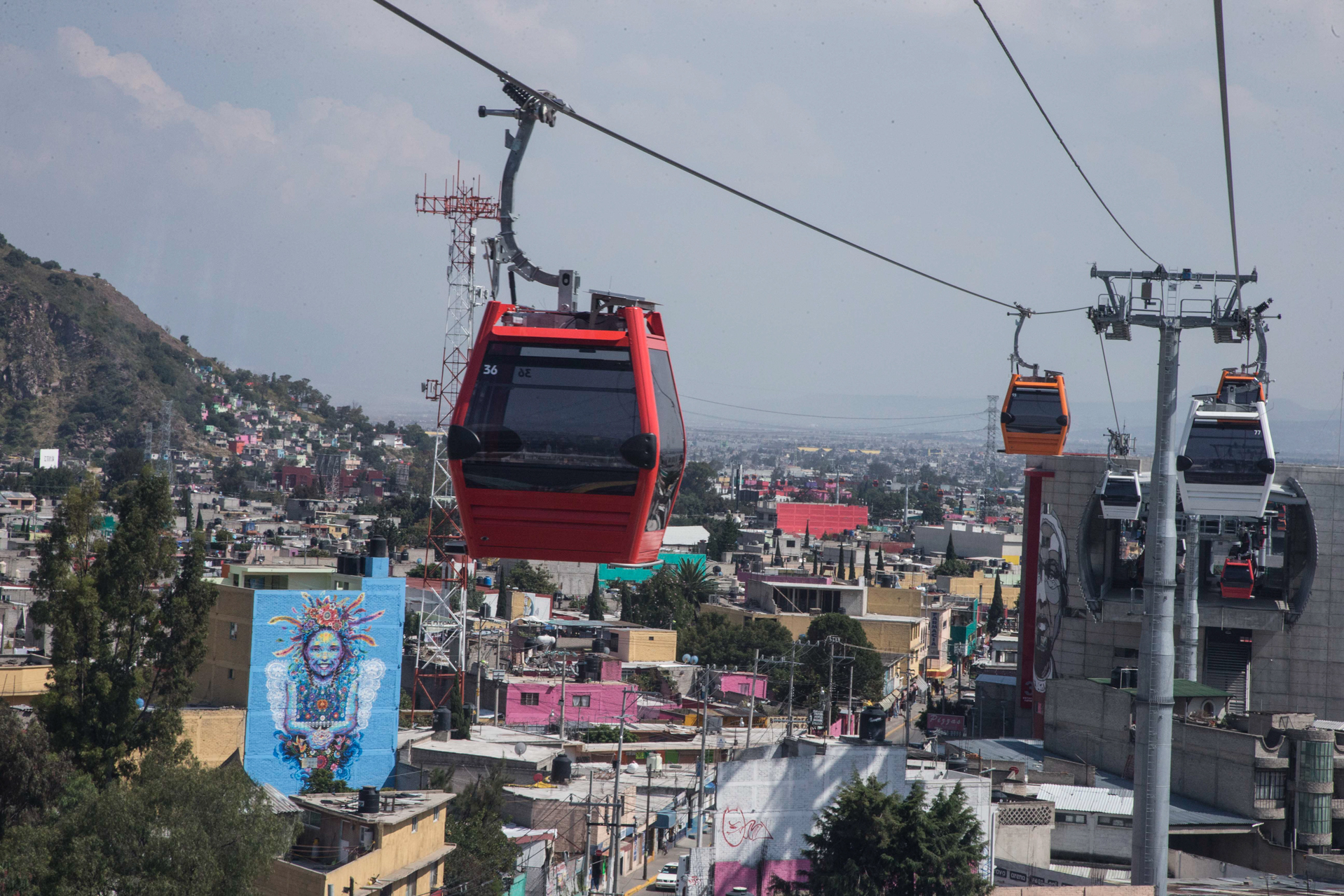
Cabina del Teleférico perteneciente al sistema Mexicable en el municipio de Ecatepec de Morelos.
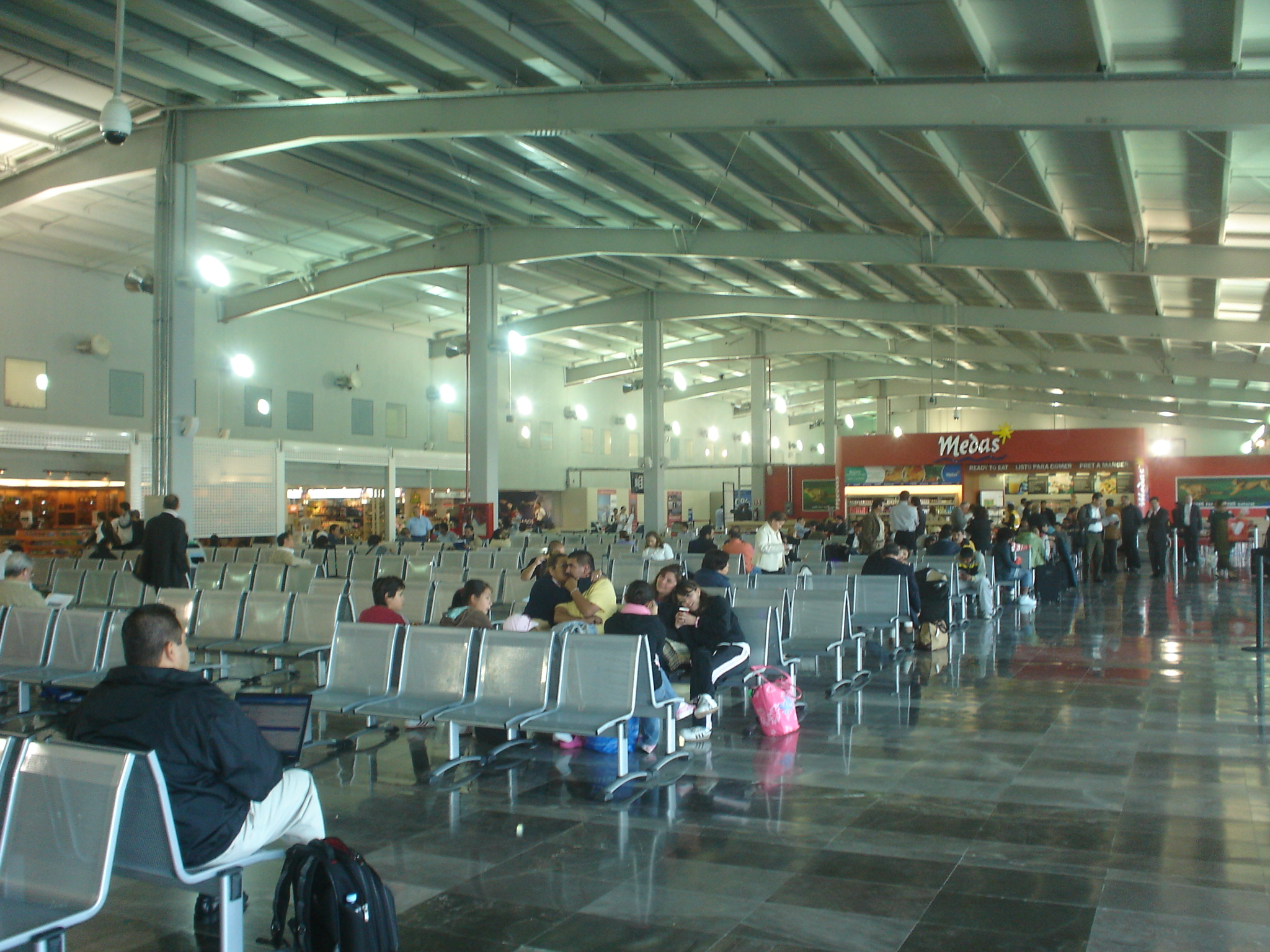
Sala de espera,del Aeropuerto Internacional de Toluca.
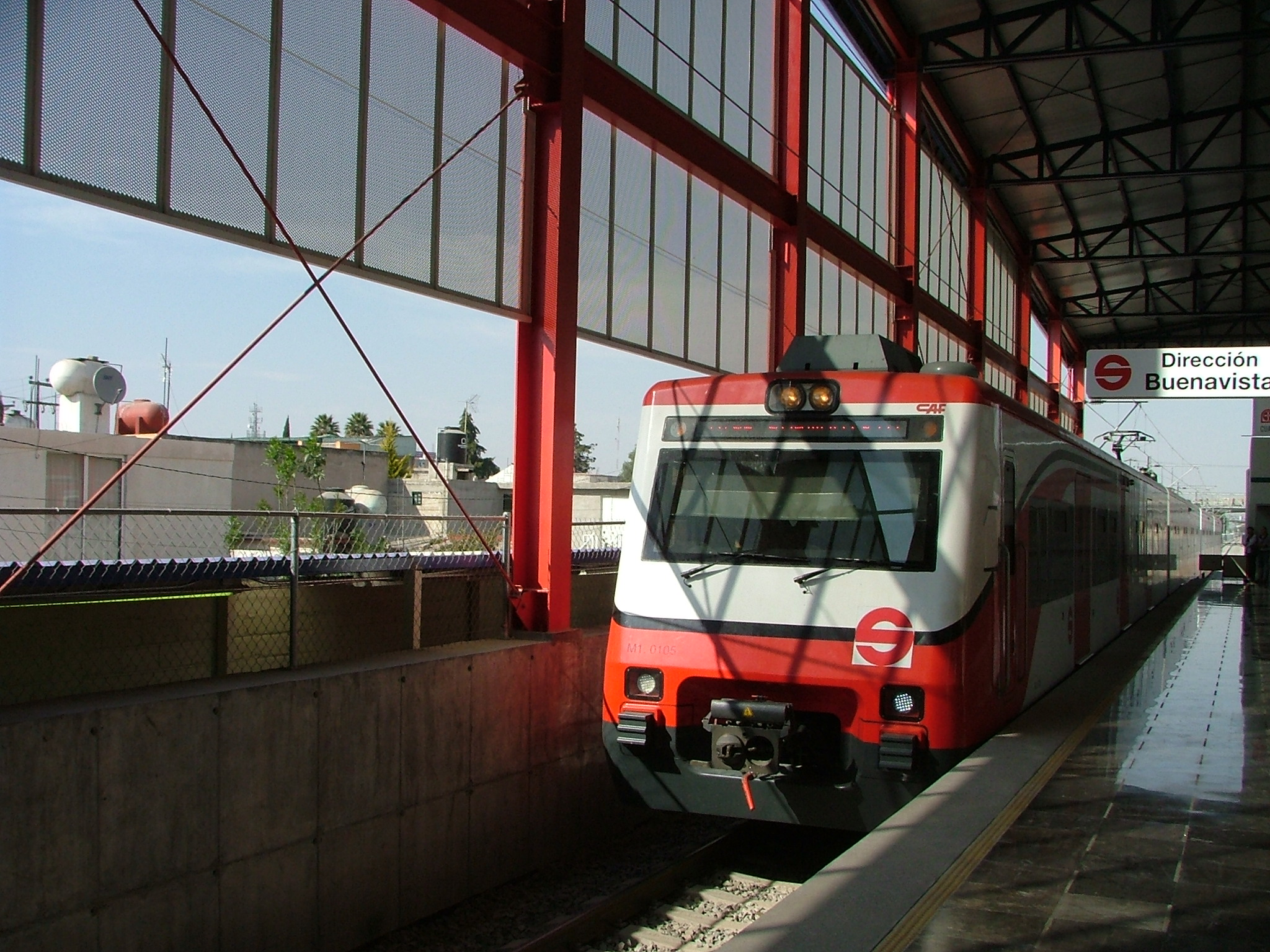
Unidad de Tren del Ferrocarril Suburbano en la Estacion Terminal Cuautitlan.
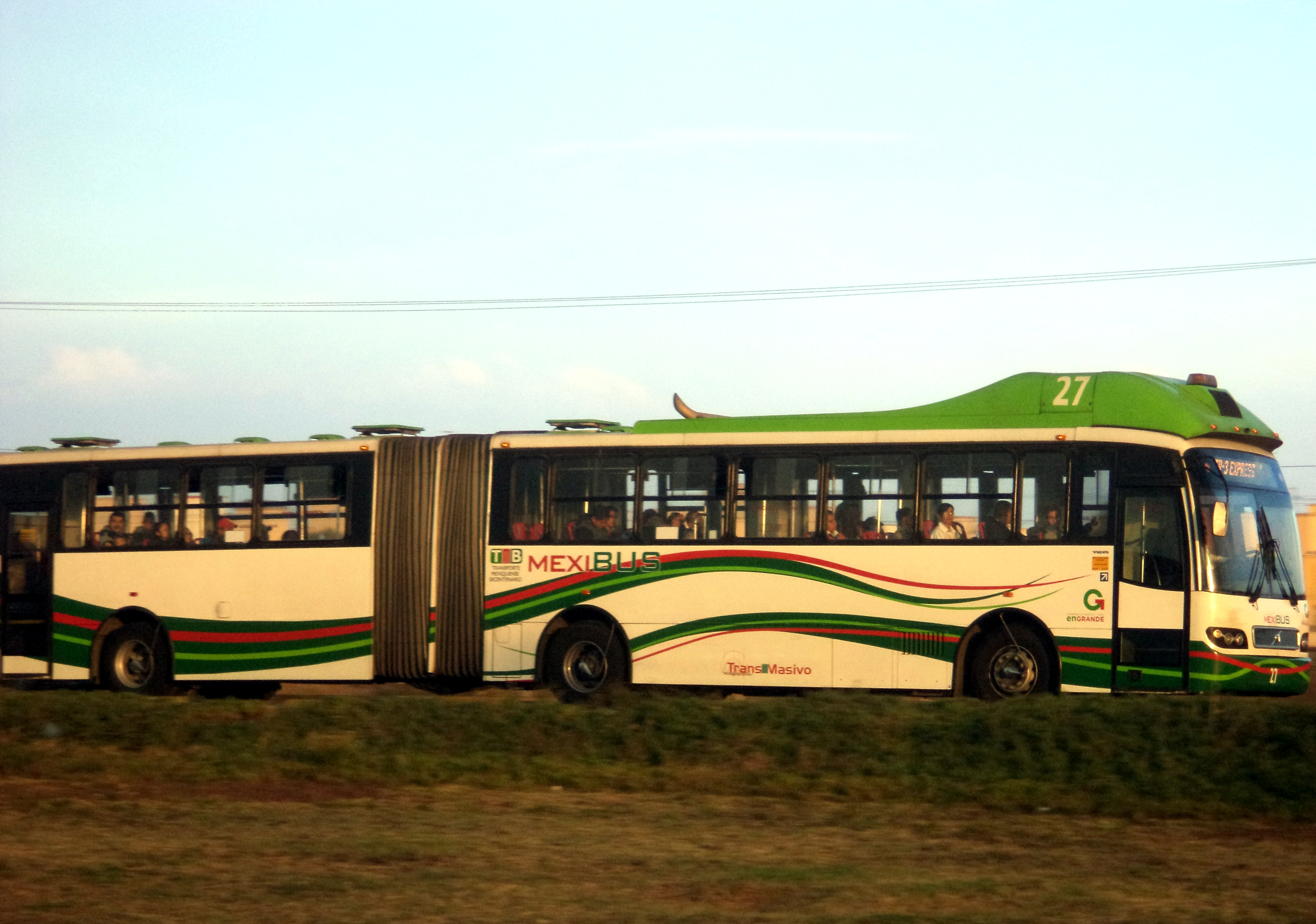
Unidad del sistema Mexibus.